# 伯翰·加利昂
伯翰·加利昂（阿拉伯語：برهان غليون，1945年—），叙利亚裔法国政治学教授兼作家，任教于巴黎第三大学，2011年8月29日担任叙利亚全国委员会主席。他于2012年5月下旬由于受到批评而宣布辞职，同年6月10日叙利亚库尔德人阿卜杜·巴塞特·希达当选新任主席。

## 生平
在巴黎大学任职时，他发表了许多有关伊斯兰社会与政治领域的著作，这些作品以阿拉伯语写成，其中一些被翻译成了法语。
1970年代当他发表了一些论文时，许多叙利亚人首次认识了他。在小册子中他把当权者比喻成社会的公敌，并呼吁叙利亚投入到全民参与政治的改革中去，因为当时叙总统哈菲兹·阿萨德正在为巩固权力而对国内的反对派大开杀戒。
1982年哈马大屠杀之后，叙利亚国内的政治活动遭到严重的压制。他曾担任叙利亚文化与社会论坛（Syrian Cultural and Social Forum）数年的主任；他也是1983年成立的阿拉伯人权组织（Arab Organization for Human Rights）的创始人和积极成员之一。
他在著作中积极描述欧洲文明对阿拉伯世界的重要启示和借鉴意义。他认为阿拉伯世界需要民主，这是“历史的必然”。阿拉伯国家在20世纪并没有建立起现代的政治架构和成功的经济模式。他认为叙利亚和其他阿拉伯国家的反对派通过努力可以有效团结广大民众实现政治和经济方面的变革。
2000年在巴沙尔·阿萨德举行了大马士革之春（Damascus Spring）论坛时期，他是其中的积极参与者，在那时期他积极往来叙利亚。局面恶化后，他又继续他的作家和人权活动家的事业。
2005年，他是大马士革宣言（Damascus Declaration）的积极参与者，并且与国内的反对派增进了联系。

## 2011年示威中
当示威活动发生后，他迅速积极地作出回应以表达他对示威运动的支持。
当叙政府派出坦克镇压示威者的时候，他于6月份写道“当局对与示威者通过对话解决问题的手段毫无诚意”；当“叙政府命令部队杀害儿童、妇女和年轻人”时反对派是不可能与当局对话的；“只有当叙政府停止迫害人民时，我们才可能同意对话”。
他认为“对话不仅仅是与当局谈判”，“必须要有清晰的民主过渡时间表公布出来，须禁止杀戮，为新宪法的建立创造一个必要和合适的条件”。10月份时他认为巴沙尔政权已经失去了执政的合法性，他说：“现在，阿萨德是一个罪犯。他需为下令杀害和逮捕数万名叙利亚人负主要责任”，“叙利亚人不能接受与阿萨德对话，或将他视为叙利亚人的代表……不会对这样的独裁政权妥协”，“阿萨德必须辞职并离开叙利亚人的生活，因为他已经成为这个国家毁灭的一个象征”。
12月2日，他表示如果全国委员会获得领导叙利亚的执政地位，叙利亚将结束与伊朗的军事联系并不再资助黎巴嫩真主党和巴勒斯坦的哈马斯。
2012年6月下旬，他秘密进入到了叙境内同反对派武装会面，以鼓舞他们的士气。